# Rhodopina maculosa
Rhodopina maculosa là một loài bọ cánh cứng trong họ Cerambycidae.